# Duncan Dokiwari
Duncan Dokiwari, född 15 oktober 1973 i Port Harcourt, Nigeria, är en nigeriansk boxare som tog OS-brons i supertungviktsboxning 1996 i Atlanta. I semifinalen blev han utslagen av tongesiske Paea Wolfgramm.